# Samuel Deep
Samuel Deep (pseudoniem van Sylvestro Tjon Sack Kie) is een Nederlandse dj en muziekproducent. Hij is medeoprichter van het Utrechtse platenlabel en collectief SlapFunk Records. Zijn werk richt zich op house en techno binnen de internationale undergroundmuziekscene.

## Biografie
Samuel Deep begon zijn muzikale loopbaan eind jaren 2000 in Utrecht. Samen met een groep vrienden richtte hij het collectief SlapFunk op, dat aanvankelijk functioneerde als een reeks feesten en later uitgroeide tot een platenlabel.
Hij heeft diverse solotracks uitgebracht en is tevens actief onder de naam Ingi Visions, een samenwerking met zijn broer Julian Alexander.

## Muzikale stijl
De stijl van Samuel Deep wordt gekenmerkt door invloeden uit house, UK garage en minimal techno. Zijn sets zijn ritmisch en gericht op de dansvloer. Zowel solo als met SlapFunk treedt hij op in clubs en op festivals wereldwijd.

## Discografie (selectie)
- “Djoembat” – op Raw Joints #3 (2014)
- “Untitled Smack” – op Raw Joints #5 (2017)
- MOOV! EP (2018)
- SLAPCAST017 – mix (2015)
- Ingi Visionair EP – met Julian Alexander (2019)

## Optredens
Samuel Deep heeft opgetreden in clubs zoals Fabric (Londen), Panoramabar (Berlijn) en DC10 (Ibiza). Ook trad hij op tijdens het BPM Festival in Costa Rica.